# Zerstörergeschwader 101
Das Zerstörergeschwader 101 war ein Verband der Luftwaffe der Wehrmacht im Zweiten Weltkrieg. Als Zerstörergeschwader verfügte es überwiegend über zweimotorige Jagdflugzeuge wie die Messerschmitt Bf 110, die auch als schwere Jäger bezeichnet wurden. Es war ein reines Schulgeschwader, das die zweiköpfige Besatzung ausbildete. Am 15. März 1945, noch vor der bedingungslosen Kapitulation der Wehrmacht, wurde es aufgelöst.

## Geschichte
Das Zerstörergeschwader 101 entstand am 20. März 1943 in Memmingen (Lage) aus den Zerstörerschulen 1 (Schleißheim) und 2 (Memmingen). Der Stab/Zerstörerschule 2 erhielt die neue Bezeichnung Stab des Zerstörergeschwaders 101 und es wurden drei Gruppen gebildet. Die I./Zerstörerschule 2 in Memmingen firmierte am 20. März 1943 in I./Zerstörergeschwader 101 (Memmingen) um, ebenso die II./Zerstörerschule 2 (anfangs Wünsdorf, später Bad Aibling (Lage)). Die III. Gruppe entstand am 1. Juni 1944 im deutschbesetzten Frankreich, in Orly bei Paris und kam später nach Laupheim (Lage). Das Geschwader war der 4. Flieger-Schul-Division der Luftflotte 10 unterstellt.
Das Geschwader wurde während seiner gesamten Bestehenszeit als Ausbildungsgeschwader eingesetzt und hatte daher keine Kampfeinsätze.
Am 1. Oktober 1944 wurde die III. Gruppe aufgelöst und in die II./Jagdgeschwader 106 überführt. Zum 8. Februar 1945 bestand das Zerstörergeschwader 101 aus dem Geschwaderstab und der II. Gruppe in Bad Aibling und der I. Gruppe in Illesheim.

## Kommandeure

### Geschwaderkommodore
| Dienstgrad                  | Name          | Zeit                              |
| --------------------------- | ------------- | --------------------------------- |
| Major                       | Johann Kogler | 20. März 1943 bis 14. Januar 1944 |
| Major/Oberstleutnant/Oberst | Heinz Nacke   | 15. Januar 1944 bis 15. März 1945 |

### Gruppenkommandeure
I. Gruppe
- Hauptmann Fritz Schulze-Dickow, 20. März 1943 bis 1. Juli 1943[6]
- Hauptmann Franz Schmolle, 10. September 1943 bis 31. Mai 1944[7]
- Hauptmann Karl Fritz Schlosstein, 1. Juni 1944 bis 5. Juli 1944[8]
- Hauptmann Günther Weyl, 6. Juli 1944 bis 15. März 1945[9]

II. Gruppe
- Hauptmann Erich Jung, März 1943 bis 1943[10]
- Hauptmann Werner Guth, 1943 bis Juni 1944[11]
- Hauptmann Helmuth Haugk, 1. Juli 1944 bis 10. August 1944[12]
- Major Fritz Schulze-Dickow, 11. August 1944 bis 15. März 1945[6]

III. Gruppe
- Hauptmann Franz Schmolle, 1. Juni 1944 bis 26. Juli 1944[7]